# Гена Бетон
«Ге́на Бето́н» — российский фильм Романа Качанова, вышедший 24 октября 2014 года.

## Сюжет
Действие фильма разворачивается в вымышленном городе Великобельске. В общежитии живёт в давнем прошлом актёр, а сейчас — бездомный дворник, Гена. За жильё — угол в общежитии — он убирает участок, следит за котельной. В этом же общежитии снимает комнату начинающий журналист — Саша. В какой-то момент жизненный путь Саши пересекается с криминальным миром. Чтобы от него хоть на время отстали, журналист придумывает несуществующего авторитета, своего покровителя, с прозвищем Бетон, но наступает момент, когда Бетона надо предъявить. В то же самое время дворник Гена не успевает уследить за манометром в котельной, происходит авария, и хозяйка общежития лишает дворника Гену жилья. Гена просится пожить к журналисту Саше, и тот его пускает.
Саше приходит в голову идея «вылепить» авторитета из дворника Гены. Гена соглашается. Сначала в прессе и сети, а потом и в реальности в городе появляется новый авторитет — Гена Бетон. Город начинает верить в Бетона. Его личность стремительно обрастает самыми невероятными слухами. К нему начинают обращаться с просьбами, привлекать к деловой и политической жизни города. Бывший актёр Гена вживается в роль, начинает действовать самостоятельно и выходит из-под контроля журналиста.

## В ролях
- Гоша Куценко — Гена «Бетон», криминальный «авторитет», бывший актёр и дворник
- Сергей Перегудов — Александр Тихомиров, провинциальный журналист
- Ольга Арнтгольц — Мария
- Алика Смехова — Ангелина
- Фёдор Бондарчук — директор фирмы
- Иван Охлобыстин — заместитель директора фирмы
- Роман Качанов — киллер
- Рената Литвинова — главный редактор местной газеты «Наш криминал»
- Андрей Васильев — главный редактор газеты «Великобельский вестник»
- Анна Лутцева — секретарь главного редактора газеты «Великобельский вестник»
- Артемий Троицкий — партийный деятель
- Олеся Поташинская — заместитель партийного деятеля
- Сергей Шнуров — Роман Лазаревский, «теневой» хозяин города
- Александр Семчев — Фатьянов, главный местный «авторитет»
- Алексей Панин — старший «опер»
- Константин Мурзенко — продавец в киоске
- Михаил Владимиров — младший «опер»
- Маша Малиновская — секретарь директора фирмы
- Анна Самохина — Екатерина (посмертная роль)
- Александр Тютрюмов — подполковник
- Андрей Федорцов — бандит по кличке «Ирокез»
- Константин Юшкевич — Челюсть
- Андрей Терентьев — 1-й гопник
- Андрей Перович — 2-й гопник
- Геннадий Смирнов — Кутузкин
- Екатерина Новикова — девушка Гены «Бетона»
- Артур Ваха — Алик Камаев, помощник Фатьянова
- Ангелина Чернова — продавщица в бутике
- Рудольф Фурманов — главный режиссёр театра

## Съёмочная группа
- Режиссёр: Роман Качанов.
- Авторы сценария: Роман Качанов, Андрей Кивинов, Константин Мурзенко, Алексей Редозубов.
- Продюсеры: Павел Бабин, Владимир Галкин, Алексей Редозубов, Михаил Чурбанов.
- Оператор: Дмитрий Яшонков.
- Художник: Екатерина Залетаева.
- Художник по костюмам: Наталья Замахина.
- Монтаж: Маргарита Смирнова.
- Звук: Валентин Бобровский, Сергей Шипоша.
- Компьютерные спецэффекты: Владимир Могилевский.
- Музыкальный продюсер: Олег Нестеров.
- Исполнительные продюсеры: Георгий Розинов, Андрей Хватков.

## Награды
- 2014 — приз кинофестиваля «Улыбнись, Россия!» режиссёру Роману Качанову — «за остроту взгляда и эксцентричность воплощения»[1][2][3].
- 2014 — специальный приз кинопрессы, кинокритики и киноведов на кинофестивале «Улыбнись, Россия!» фильму «Гена Бетон» — «за успешное преодоление долгого пути к зрителю и великолепный актёрский состав»[1][2][3].

## Съёмки и премьера
- Съёмки картины из-за неплатёжеспособности инвестора продолжались более пяти лет, с 2008 по 2014 годы, хотя планируемый срок производства составлял всего десять месяцев. Также до премьеры не дожила умершая в 2010 году Анна Самохина[1][4].
- Фильм снят по мотивам романа Андрея Кивинова «Псевдоним для героя»[1].
- Премьера фильма состоялась 24 октября 2014 года в рамках кинофестиваля «Улыбнись, Россия!»[5].